# Territoires français du nord
 (février 2023).
Si vous disposez d'ouvrages ou d'articles de référence ou si vous connaissez des sites web de qualité traitant du thème abordé ici, merci de compléter l'article en donnant les références utiles à sa vérifiabilité et en les liant à la section « Notes et références ».
Les Territoires français du nord constituaient une région et une principauté au nord de la nouvelle-France, dans l'actuel secteur du Nunavut et des territoires du Nord-Ouest.

Carte des territoires ayant constitué la Nouvelle-France (en bleu) avant 1763.